# Mersham
Mersham es una parroquia civil y un pueblo del distrito de Ashford, en el condado de Kent (Inglaterra).

## Demografía
Según el censo de 2001, Mersham tenía 1022 habitantes (48,24% varones, 51,76% mujeres). El 19,37% eran menores de 16 años, el 71,82% tenían entre 16 y 74 y el 8,81% eran mayores de 74. La media de edad era de 42,38 años. Del total de habitantes con 16 o más años, el 20,51% estaban solteros, el 65,66% casados y el 13,83% divorciados o viudos. 448 habitantes eran económicamente activos, 439 de ellos (97,99%) empleados y 9 (2,01%) desempleados. Había 403 hogares con residentes, 15 vacíos y 3 eran alojamientos vacacionales o segundas residencias.